# Tiếng Veneto

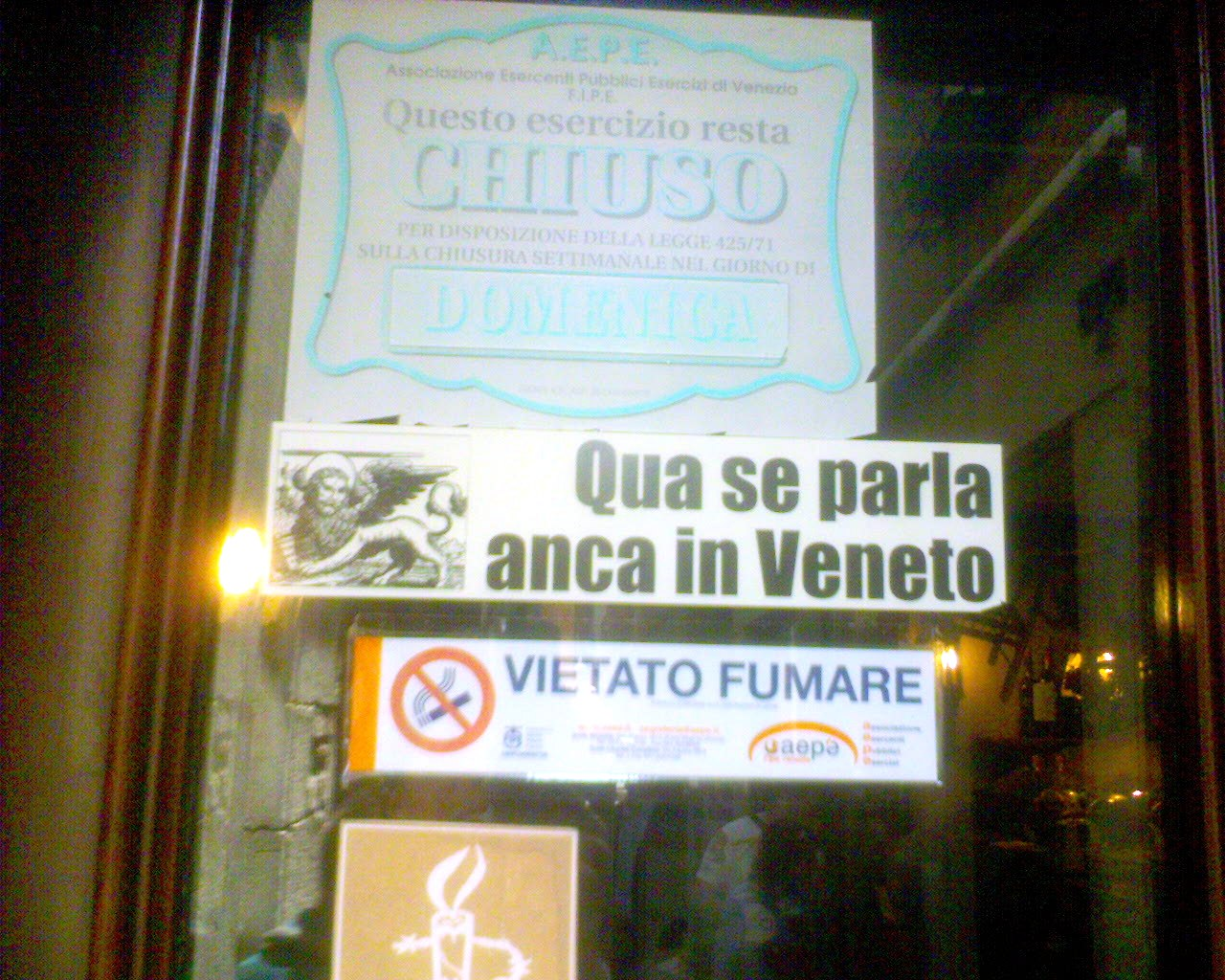
Một tấm bảng bằng tiếng Venetia viết "Ở đây chúng tôi cũng nói tiếng Venetia".

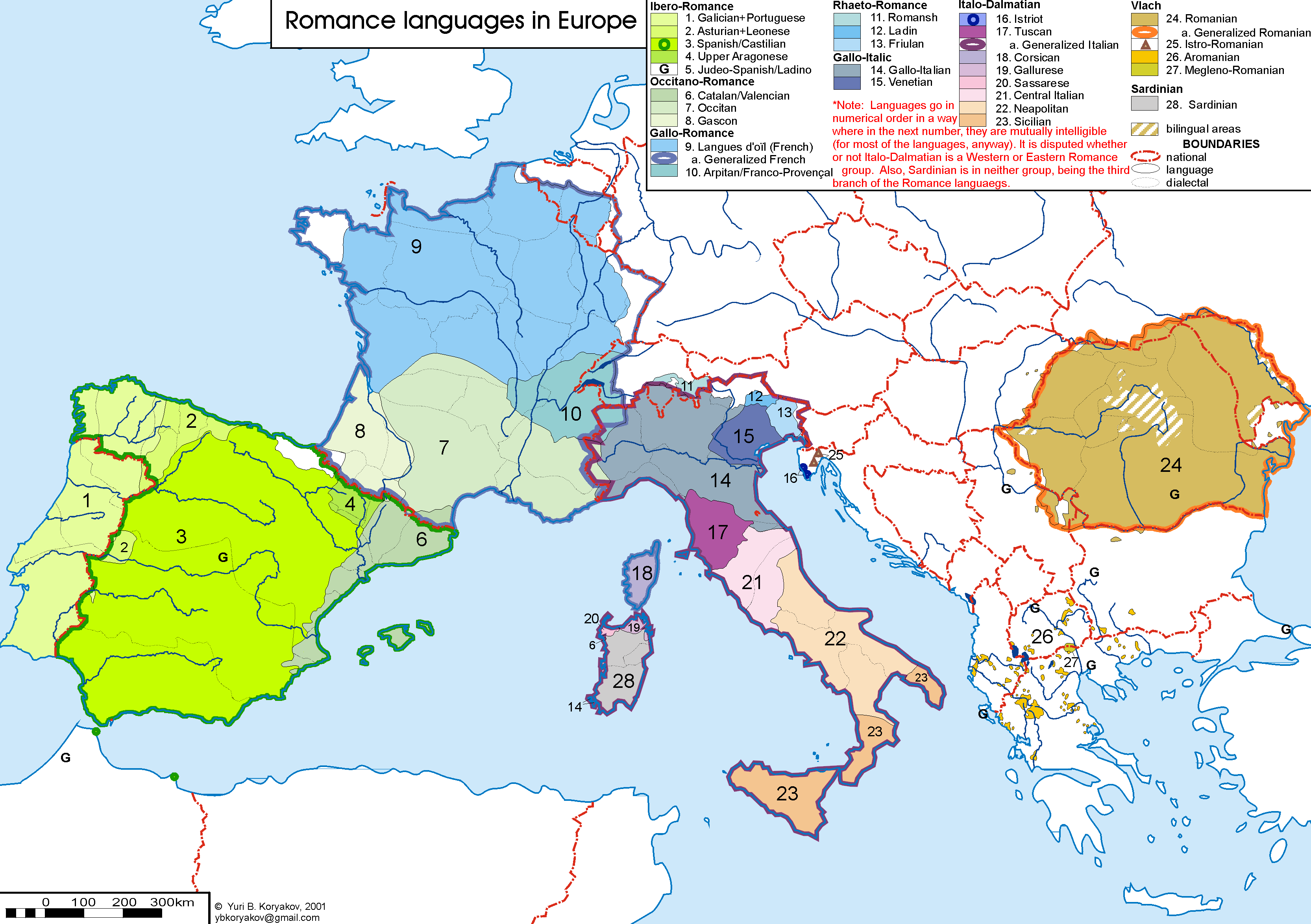
Một tấm bản đồ cho thấy sự phổ cập của ngôn ngữ Romance in ở châu Âu. Venetia được đánh số 15.

Tiếng Veneto hoặc tiếng Venezia (Venetian: vèneto, vènet hay łéngua vèneta) là một ngôn ngữ Roman được sử dụng như môn ngôn ngữ mẹ đẻ của khoảng 4 triệu người tại vùng đông bắc Ý, hầu hết trong vùng Veneto của Ý, nơi mà hầu hết trong số năm triệu cư dân có thể hiểu nó. Ngôn ngữ này cũng đôi khi được nói và thường được hiểu rõ bên ngoài vùng Veneto, tại Trentino, Friuli, Venezia Giulia, Istria, và tại một số thành phố thuộc Dalmatia, Slovenia, Croatia, Brasil, Argentina và México.
Mặc dù được gọi là phương ngữ tiếng Ý (Venetian diałeto) thậm chí bởi ngay cả những người nói nó như là tiếng mẹ đẻ, tiếng Venetia là một ngôn ngữ riêng biệt. Vị trí chính xác của nó trong gia đình ngôn ngữ Roman đang gây tranh cãi; xem dưới đây.

## Lịch sử
Giống như tất cả các phân nhánh của nhóm ngôn ngữ Roman, tiếng Venetia là hậu duệ của tiếng Vulgar Latin và chịu ảnh hưởng bởi tiếng Ý. Tiếng Venetia được chứng minh là một ngôn ngữ viết trong thế kỷ 13. Ngôn ngữ này cũng có những ảnh hưởng và tồn tại song song với tiếng Hy Lạp và tiếng Albania trong các từ như pirón (fork), inpiràr (to fork), caréga (chair) và fanèla (T-shirt).
Ngôn ngữ này có uy tín đáng kể trong thời đại của Cộng hòa Venezia, khi nó đạt tới vị thế lingua franca taị vùng Địa Trung Hải. Các tác giả nổi tiếng của ngôn ngữ xứ Venetian bao gồm các nhà viết kịch Ruzante (1502–1542), Carlo Goldoni (1707–1793) và Carlo Gozzi (1720–1806). Theo truyền thống rạp hát cũ của Ý (Commedia dell'Arte), họ đã sử dụng tiếng Venetia  trong các bộ phim hài của họ như là ngôn ngữ quần chúng. Họ được xếp hạng hàng đầu mọi thời đại trong số các tác giả sân khấu Ý và các vở kịch của Goldoni và Gozzi vẫn còn được trình diễn trên toàn thế giới.
Các tác phẩm đáng chú ý khác ở Venetian là bản dịch Iliad của Casanova (1725–1798) và Francesco Boaretti, cùng với các bài thơ của Biagio Marin (1891–1985). Ngoài ra còn có tác phẩm Dialogue of Cecco di Ronchitti of Brugine about the New Star của Girolamo Spinelli, có lẽ dưới sự theo dõi của Galileo Galilei về các chi tiết mang tính khoa học.
Với tư cách là một ngôn ngữ văn học, tiếng Venetia bị lu mờ bởi tiếng Tuscan với Dante (các nhà văn nổi tiếng nhất của thời Phục hưng, chẳng hạn như Petrarch, Boccaccio và Machiavelli, là người Tuscan và viết bằng ngôn ngữ Tuscan) và các ngôn ngữ của Pháp như Occitan và các ngôn ngữ Oïl.
Ngay cả trước khi sự sụp đổ của nền Cộng hòa, tiếng Venetia dần dần ngừng được sử dụng cho mục đích hành chính ủng hộ ngôn ngữ Ý có nguồn gốc từ Tuscan đã được đề xuất và sử dụng như một phương tiện cho một nền văn hóa Ý phổ biến. từ Pietro Bembo (1470–1547), một nhân vật quan trọng trong sự phát triển của chính tiếng Ý tới Ugo Foscolo (1778–1827).
Hầu như tất cả người hiện đại nói thứ tiếng này đều nói qua tiếng Ý. Tình hình hiện tại đặt ra câu hỏi về sự tồn tại trung hạn của ngôn ngữ. Mặc dù đã có các bước gần đây để tăng độ nhận biết của nó, độ phổ biến tiếng Venetia vẫn còn thấp hơn nhiều so với ngưỡng chuyển giao liên thế hệ với thế hệ trẻ thích tiếng Ý tiêu chuẩn  trong nhiều tình huống. Tình trạng tiến thoái lưỡng nan càng phức tạp hơn do sự xuất hiện của những người nhập cư quy mô lớn đang diễn ra, những người chỉ nói hoặc học tiếng Ý chuẩn.
Tiếng Venetia lan sang các châu lục khác do dân di cư hàng loạt từ vùng Veneto trong khoảng thời gian từ năm 1870 đến năm 1905, và năm 1945 và 1960. Bản thân nó là một phụ phẩm của sự sáp nhập năm 1866, bởi vì sau đó là các khu vực nghèo nhất của dân số. của một nền kinh tế công nghiệp quốc gia mới được tích hợp, phát triển tập trung ở phía tây bắc Italy. Hàng chục ngàn nông dân và thợ thủ công đã bị ném ra khỏi vùng đất của họ hoặc ra khỏi khu định cư của họ, buộc phải tìm kiếm cơ may tốt hơn ở nước ngoài.
Người di cư Venetia đã tạo ra các cộng đồng nói tiếng Venetia lớn ở Argentina, Brasil và México, nơi ngôn ngữ vẫn được nói cho tới ngày nay. Di cư nội bộ dưới chế độ phát xít cũng đã đẩy nhiều người nói tiếng Venezia đến các vùng khác của Ý, như miền nam Lazio.